# C6H5Cl
化学式C6H5Cl（摩尔质量 112.56 g/mol）可能指：
- 氯苯，CAS号：108-90-7
- 1-氯己-2,4-二炔，CAS号：94769-21-8
- 5-氯亚甲基环戊二烯，CAS号：32252-45-2
- 1-氯双环[2.2.0]己二烯，CAS号：37602-34-9
- 1-氯-5-亚甲基环戊二烯，CAS号：67948-97-4

|  | 这个同类索引页列出了具有相同分子式的化学物（即同分異構體）条目。 除非您是有意链接至本页，否则应将相应条目的内部链接指向正确的条目。 |